# Mardin (province)
La province de Mardin (en kurde : Mêrdîn) est une des 81 provinces (en turc : il, au singulier, et iller au pluriel) de la Turquie.
Sa préfecture (en turc : valiliği) se trouve dans la ville éponyme de Mardin.

## Géographie
Sa superficie est de 8 891 km2.

## Population
Au recensement de 2000, la province était peuplée d'environ 705 098 habitants, soit une densité de population d'environ 79 hab./km2.
| 2000    | 2001    | 2002    | 2003    | 2004    | 2005    | 2006    |
| ------- | ------- | ------- | ------- | ------- | ------- | ------- |
| 709 316 | 715 211 | 720 195 | 724 946 | 730 002 | 735 267 | 740 641 |

| 2007    | 2008    | 2009    | 2010    | 2011    | 2012    | 2013    |
| ------- | ------- | ------- | ------- | ------- | ------- | ------- |
| 745 778 | 750 697 | 737 852 | 744 606 | 764 033 | 773 026 | 779 738 |

| 2014    | 2015    | 2016    | 2017    | 2018    | 2019    | 2020    |
| ------- | ------- | ------- | ------- | ------- | ------- | ------- |
| 788 996 | 796 591 | 796 237 | 809 719 | 829 195 | 838 778 | 854 716 |

| 2021    | 2022    | 2023    | - | - | - | - |
| ------- | ------- | ------- | - | - | - | - |
| 862 757 | 870 374 | 888 874 | - | - | - | - |

## Administration
La province est administrée par un préfet (en turc : vali).

### Subdivisions
La province est divisée en 10 districts (en turc : ilçe, au singulier). Elle comprend 21 belde (municipalités de 2 000 à 20 000 habitants) et 588 villages.

### Liste des districts
- Artuklu (Centre)
- Dargeçit (nom kurde : Kerboran)
- Derik (nom kurde : Dêrika Çiyayê Mazî)
- Kızıltepe (nom kurde : Qoser)
- Mazıdağı (nom kurde : Şemrex)
- Midyat (nom kurde : Midyad)
- Nusaybin (nom kurde : Nisêbîn)
- Ömerli (nom kurde : Mehsert)
- Savur (nom kurde : Stewr)
- Yeşilli (nom kurde : Rişmil)